# Baby (Brandy-Lied)
Baby ist ein R&B-Song der US-amerikanischen Sängerin Brandy und die zweite Single aus ihrem Debütalbum Brandy aus dem Jahr 1995. Geschrieben wurde der Titel von Keith Crouch, Kipper Jones und  Rahsaan Patterson und wurde von Crouch produziert. Das Liebeslied wurde von der Sängerin im Alter von 15 Jahren aufgenommen.

## Musikvideo
Die Regie für das Musikvideo hatte Hype Williams. Es beginnt damit, dass Brandy und eine Gruppe weißgekleideter Menschen auf dem Times Square auf einer weißen Plattform tanzen. Brandy trägt eine große weiße Daunenjacke und dünne, weiße Leggings sowie einen weißen Hut und eine schwarze Sonnenbrille. Die Background-Tänzer sind auch in weiß gekleidet. In der nächsten Szene befindet sich Brandy in rosa Kleidung in einem schwach beleuchteten rosa Raum, wo sie in ein Mikrofon singt. Choreografiert wurde das Video von Fatima Robinson, welche auch für Künstlerinnen wie Aaliyah oder Rihanna arbeitete. Das Video wurde für die Choreografie bei den MTV Video Music Awards 1995 nominiert.

## Rezeption
Das britische Magazin Music&Media sieht in dem Song einen hohen „Baby-Babe-Faktor“.

## Erfolg
Im Januar 1995 veröffentlicht, erreichte der Song die Nummer eins der US-amerikanischen R&B-/Hip-Hop-Charts und die Top Ten Neuseelands und der Vereinigten Staaten sowie die Top Twenty in Australien. Der Titel erhielt für mehr als eine Million verkaufte Platten eine Platin-Auszeichnung. Baby war die erfolgreichste Single aus dem Album Brandy.

## Charts
| Chart (1995)       | Höchst- position |
| ------------------ | ---------------- |
| Vereinigte Staaten | 4                |
| Australien         | 16               |

## Versionen
US-CD-Single (7567-85618-2)
1. „Baby“ (Radio-Edit)
2. „Baby“ (All Star Party Mix)
3. „Baby“ (LP-Version)
4. „I Wanna Be Down“ (The Human Rhythm Hip Hop remix)